# The Color of Money – revanschen
The Color of Money – revanschen (originaltitel: The Color of Money, Finland: Stora sedlar) är en amerikansk film från 1986, i regi av Martin Scorsese. I de ledande rollerna syns bland andra Paul Newman och Tom Cruise.

## Handling
Biljardskojaren Fast Eddie får en ung protegé, Vincent, och tillsammans reser de landet runt för att vinna pengar på att spela biljard.

## Rollista (urval)
- Paul Newman - Fast Eddie Felson
- Tom Cruise - Vincent Lauria
- Mary Elizabeth Mastrantonio - Carmen
- Helen Shaver - Janelle
- John Turturro - Julian
- Bill Cobbs - Orvis
- Iggy Pop - mager spelare

## Produktionen
The Color of Money – revanschen regisserades av Martin Scorsese. Paul Newman fick för första gången i sin karriär en Oscar för bästa manliga huvudroll för sin insats i den här filmen. Även Mary Elizabeth Mastrantonio nominerades till en Oscar för bästa kvinnliga biroll. Filmen nominerades i ytterligare två klasser: bästa scenografi och bästa manus efter förlaga.
Filmen är en uppföljare till Fifflaren från 1961.